# زمین‌لرزه ۱۹۲۹ ترکیه
زمین‌لرزه ترکیه  در تاریخ ۱۸ مه ۱۹۲۹ میلادی، برابر با ‎۲۸ اردیبهشت ۱۳۰۸، ساعت ۶:۳۷:۰۰ به زمان یوتی‌سی در ترکیه منطقه سیواس رخ داد. ژرفای این زلزله ۱۰ کیلومتر بود. بزرگی آن ۶٫۵ در مقیاس ریشتر اعلام شده‌است. زمین‌لرزه به وقت محلی در روز شنبه، ساعت ۸ روی داده و منطقه زمانی آن یوتی‌سی +۲ بوده‌است (با لحاظ تغییر ساعت تابستانی).
سازمان زمین‌شناسی آمریکا نیز جای این زمین‌لرزه را در مختصات ۴۰°۱۲′شمالی ۳۷°۵۴′شرقی / ۴۰٫۲°شمالی ۳۷٫۹°شرقی و بزرگی آنرا برابر با ۶٫۵ در مقیاس ریشتر اعلام کرده‌است. ژرفای گزارش شده از سوی این سازمان ۱۰ کیلومتر می‌باشد.
شمار کشتگان زلزله حدود ۶۴ نفر بوده‌است.